# زمین‌لرزه ۱۹۳۹ شیلی
زمین‌لرزه شیلی  در تاریخ ۲۵ ژانویه ۱۹۳۹ میلادی، برابر با ‎۵ بهمن ۱۳۱۷، ساعت ۳:۳۲:۰۰ به زمان یوتی‌سی در شیلی رخ داد. بزرگی آن ۷٫۷ در مقیاس Mw اعلام شده‌است. زمین‌لرزه به وقت محلی در روز سه‌شنبه، ساعت ۲۳ روی داده و منطقه زمانی آن یوتی‌سی -۴ بوده‌است (با لحاظ تغییر ساعت تابستانی).
سازمان زمین‌شناسی آمریکا نیز جای این زمین‌لرزه را در مختصات ۳۶°۱۲′جنوبی ۷۲°۱۲′غربی / ۳۶٫۲°جنوبی ۷۲٫۲°غربی و بزرگی آنرا برابر با ۸٫۳ در مقیاس ریشتر اعلام کرده‌است. ژرفای گزارش شده از سوی این سازمان ۶۰ کیلومتر می‌باشد.
شمار کشتگان زلزله حدود ۲۸۰۰۰ نفر بوده‌است. تعداد زخمیان ۵۸۵۰۰ نفر برآورده شده‌است.

## نگارخانه

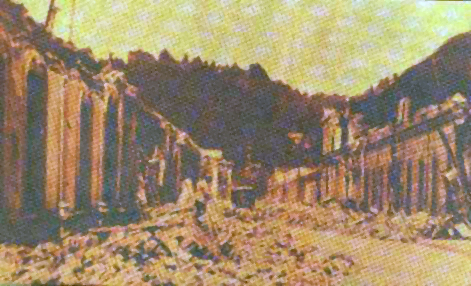
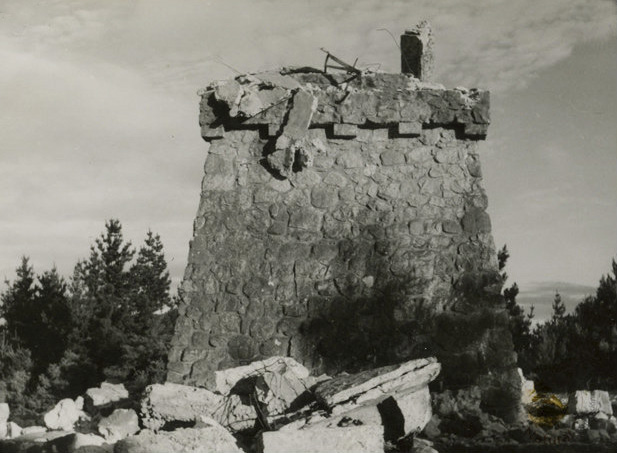
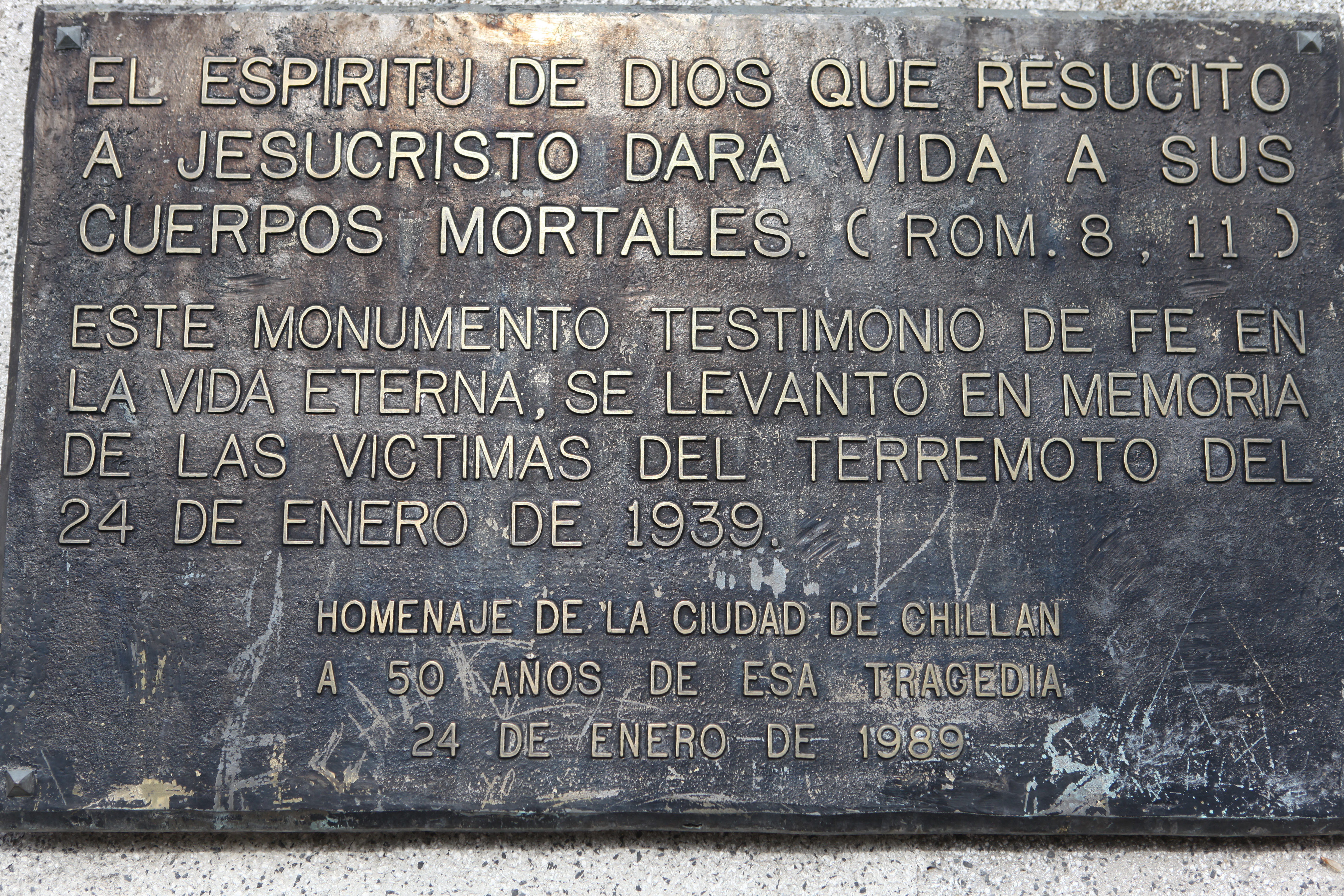